# جايسون هارت
جايسون هارت (بالإنجليزية: Jason Hart)‏ هو لاعب كرة قاعدة أمريكي، ولد في 5 سبتمبر 1977 في والنوت كريك في الولايات المتحدة.